# Łambinowice
Łambinowice (Duits: Lamsdorf) is een dorp in de Poolse woiwodschap Opole. De plaats maakt deel uit van de gemeente Łambinowice en telt 2800 inwoners.
Van 1945 tot 1947 werden in het interneringskamp Lamsdorf zowel de Duitse burgers van Silezië alsook anti-stalinistische Sileziërs en Polen gevangen gehouden. Velen kwamen hierbij om of werden vermoord.

## Verkeer en vervoer

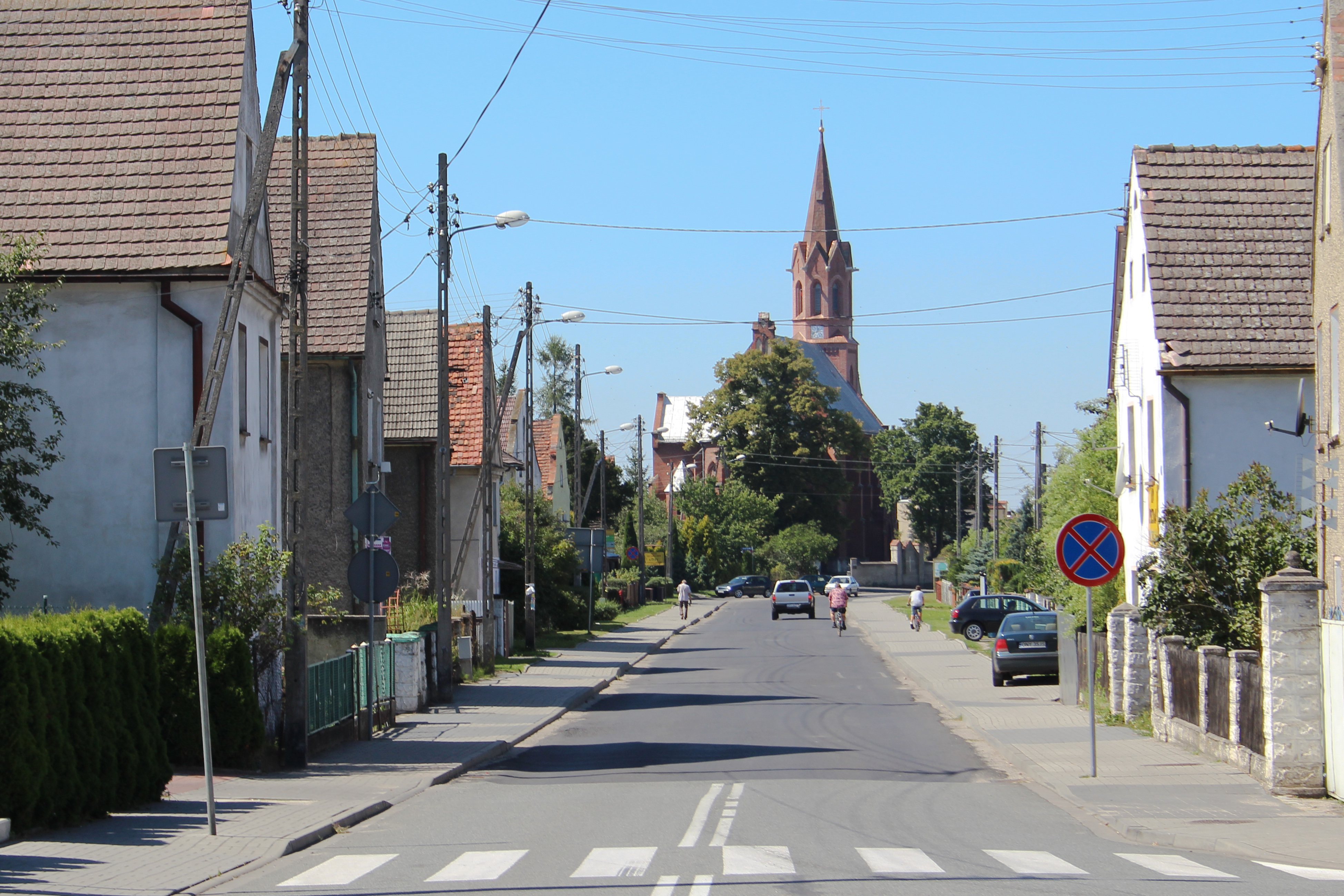

- Station Łambinowice